# A Janela Secreta
A Janela Secreta (em inglês:  Secret Window) é um filme de suspense baseado no livro homônimo escrito por Stephen King em 2004. Dirigido por David Koepp e produzido por Gavin Polone.  A trilha sonora é assinada por Philip Glass.

## Sinopse
Mort Rainey (Johnny Depp) é um escritor bem sucedido de livros comerciais que está em crise, enfrentando um conflito pessoal após ter flagrado sua mulher, Amy (Maria Bello), na cama com Ted (Timothy Hutton). Mort pede o divórcio e decide se isolar em uma cabana à beira do lago Tashmore, em busca de tranquilidade. Não conseguindo escrever nada novo, sofrendo um embaraço criativo por causa da sua separação traumática com Amy, aproveitando o tempo para descansar. Para complicação da circunstância, a aparente tranquilidade da cabana desaparece quando um místico homem, John Shoother (John Turturro), vindo de Mississipi, aparece inesperadamente e começa a atormentá-lo dizendo que Rainey se favoreceu do plágio de um de seus melhores contos que tinha escrito diversos anos antes de  1997, e que exclusivamente o final foi modificado. Diante disso, o curioso homem agora está exigindo uma reparação pública e indenização ou uma prova concreta do contrário num breve período de apenas três dias, pressionando de forma invasiva o escritor e demonstrando também possuir sinais de ser um sujeito mentalmente alterado e ameaçador.

## Produção
O filme foi produzido pela Columbia Pictures Corporation em parceria com o Pariah Entertainment Group e Grand Slam Productions, distribuído pela Columbia Pictures e Sony Entertainment Corporation.Fred Murphy foi o responsável pela fotografia, a direção de arte é de Gilles Aird, o figurino é assinado pela dupla Odette Gadoury e Lyse Pomerleau, a edição é de Jill Savitt e os efeitos especiais são um trabalho da Gray Matter FX , Keyframe Digital Productions Inc. e Les Productions de l'Intrigue Inc..

## Elenco
- Johnny Depp - Mort Rainey
- John Turturro - John Shooter
- Maria Bello - Amy Rainey
- Timothy Hutton - Ted
- Charles Dutton - Ken Karsch
- Len Cariou - Xerife Dave Newsome
- Joan Heney - Sra. Garvey
- John Dunn-Hill - Tom Greenleaf
- Vlasta Vrana - Chefe Wickersham
- Matt Holland - Detetive Bradley
- Gillian Farrabee - Fran Evans
- Bronwen Mantel - Greta Bowie
- Elizabeth Marleau - Juliet Stoker